# 우루무치시
우루무치(위구르어: ئۈرۈمچی/ئۈرۈمچى شەھرى, 라틴 문자: Ürümqi/Ürümqi Shehri, 중국조선어: 우룸치，문화어: 울루무치, 중국어 간체자: 乌鲁木齐市, 정체자: 烏魯木齊市, 병음: wūlǔmùqí shì)는 중화인민공화국 신장 위구르 자치구의 수부(首府)이다. 도시 명은 '아름다운 목장'을 뜻하며 중국 서부의 최대 도시이다. 1990년대 이래 우루무치 경제는 점차 개발되고 있고 현재 교통과 상업의 중심지 역할을 하고 있다.

## 역사
우루무치는 톈산산맥 북쪽의 중가르 분지 남동쪽에 있다. 2천년 전 우루무치는 비단길의 중요도시였고 광대한 무역망이 갖추어져 있었으며 유라시아와 교통하는 요지였다. 648년 당 태종의 통치기에 당은 오늘 날의 우루무치에서 10 km 떨어진 외곽에 룬타이를 설치하였다. 이곳에 관청을 세워 천산북로를 여행하는 카라반에게서 세금을 징수하였다.
1763년 청나라 건륭제는 중가르 정벌을 친정하였고, 18세기 후반에 성벽이 설치되어 적화성이라고 명명하였다. 예부터 주변의 유목민족과 한족에 의한 영토의 쟁탈전을 해 왔다. 청조 광서제의 1880년대에 신강성이 설치되면서, 적화는 신장의 성도가 되었다. 우루무치라는 말은 준가르어로 ‘아름다운 목장’을 의미하지만('포도의 숲'을 의미하는 산스크리트 어인 irumujina(irumuqina)가 위구르어에 와전된 것이라고 말하는 견해도 있다.), 이것이 1955년 2월 1일 신장 위구르 자치구의 만들어질 때 정식 시 이름이 되었다. 대도시이지만 사방이 바다로부터 2,300 km 이상 떨어져 있기 때문에, '바다로부터 가장 먼 도시' 등으로도 불린다.

## 지리
시의 남쪽으로는 톈산산맥이 늘어서 있다. 눈 덮인 보거타봉(Bogda, 博格達峰 5445m)과 서쪽으로는 염호 사이의 오아시스에 위치하고 있다. 평균 해발 800m 지역에 위치하고 있다.
기후는 매우 건조하고, 비는 거의 내리지 않는다. 7월에는 30 °C까지 올라가는 고온건조한 여름을 가진 대륙성 스텝 기후이다. 겨울에는 영하 16 °C까지 내려가지도 한다. 연 평균 기온은 5.4 °C이며, 연간 강수량은 273 mm이다. 눈은 조금밖에 내리지 않지만, 일단 내리면 좀처럼 녹지 않는다.
| 우루무치시 (1991년~2020년)의 기후 | 우루무치시 (1991년~2020년)의 기후 | 우루무치시 (1991년~2020년)의 기후 | 우루무치시 (1991년~2020년)의 기후 | 우루무치시 (1991년~2020년)의 기후 | 우루무치시 (1991년~2020년)의 기후 | 우루무치시 (1991년~2020년)의 기후 | 우루무치시 (1991년~2020년)의 기후 | 우루무치시 (1991년~2020년)의 기후 | 우루무치시 (1991년~2020년)의 기후 | 우루무치시 (1991년~2020년)의 기후 | 우루무치시 (1991년~2020년)의 기후 | 우루무치시 (1991년~2020년)의 기후 | 우루무치시 (1991년~2020년)의 기후 |
| 월                                | 1월                               | 2월                               | 3월                               | 4월                               | 5월                               | 6월                               | 7월                               | 8월                               | 9월                               | 10월                              | 11월                              | 12월                              | 연간                              |
| --------------------------------- | --------------------------------- | --------------------------------- | --------------------------------- | --------------------------------- | --------------------------------- | --------------------------------- | --------------------------------- | --------------------------------- | --------------------------------- | --------------------------------- | --------------------------------- | --------------------------------- | --------------------------------- |
| 역대 최고 기온 °C (°F)            | 9.9 (49.8)                        | 13.5 (56.3)                       | 23.7 (74.7)                       | 32.5 (90.5)                       | 37.0 (98.6)                       | 40.9 (105.6)                      | 41.0 (105.8)                      | 42.1 (107.8)                      | 37.0 (98.6)                       | 30.5 (86.9)                       | 19.2 (66.6)                       | 15.6 (60.1)                       | 42.1 (107.8)                      |
| 일평균 최고 기온 °C (°F)          | −7.4 (18.7)                       | −4.3 (24.3)                       | 5.3 (41.5)                        | 17.4 (63.3)                       | 23.4 (74.1)                       | 28.2 (82.8)                       | 30.1 (86.2)                       | 29.0 (84.2)                       | 23.1 (73.6)                       | 14.2 (57.6)                       | 3.3 (37.9)                        | −4.8 (23.4)                       | 13.1 (55.6)                       |
| 일일 평균 기온 °C (°F)            | −12.2 (10.0)                      | −8.9 (16.0)                       | 0.4 (32.7)                        | 11.5 (52.7)                       | 17.3 (63.1)                       | 22.4 (72.3)                       | 24.2 (75.6)                       | 22.9 (73.2)                       | 17.2 (63.0)                       | 8.8 (47.8)                        | −0.9 (30.4)                       | −9.2 (15.4)                       | 7.8 (46.0)                        |
| 일평균 최저 기온 °C (°F)          | −15.7 (3.7)                       | −12.3 (9.9)                       | −3.2 (26.2)                       | 6.6 (43.9)                        | 12.2 (54.0)                       | 17.4 (63.3)                       | 19.3 (66.7)                       | 17.9 (64.2)                       | 12.3 (54.1)                       | 4.6 (40.3)                        | −4.0 (24.8)                       | −12.6 (9.3)                       | 3.5 (38.4)                        |
| 역대 최저 기온 °C (°F)            | −34.1 (−29.4)                     | −41.5 (−42.7)                     | −33.4 (−28.1)                     | −14.9 (5.2)                       | −2.4 (27.7)                       | 4.6 (40.3)                        | 8.8 (47.8)                        | 5.0 (41.0)                        | −5.0 (23.0)                       | −12.4 (9.7)                       | −36.6 (−33.9)                     | −38.3 (−36.9)                     | −41.5 (−42.7)                     |
| 평균 강수량 mm (인치)             | 11.0 (0.43)                       | 13.6 (0.54)                       | 18.8 (0.74)                       | 38.3 (1.51)                       | 41.3 (1.63)                       | 28.8 (1.13)                       | 35.4 (1.39)                       | 30.4 (1.20)                       | 19.8 (0.78)                       | 23.8 (0.94)                       | 23.7 (0.93)                       | 20.3 (0.80)                       | 305.2 (12.02)                     |
| 평균 강수일수 (≥ 0.1 mm)          | 8.1                               | 7.3                               | 5.5                               | 6.7                               | 6.8                               | 7.2                               | 8.0                               | 6.3                               | 4.4                               | 4.8                               | 6.6                               | 9.6                               | 81.3                              |
| 평균 강설일수                     | 13.6                              | 12.6                              | 7.6                               | 2.8                               | 0.3                               | 0                                 | 0                                 | 0                                 | 0.1                               | 2.1                               | 8.4                               | 14.8                              | 62.3                              |
| 평균 상대 습도 (%)                | 77                                | 77                                | 68                                | 45                                | 41                                | 41                                | 43                                | 42                                | 43                                | 54                                | 72                                | 78                                | 57                                |
| 평균 월간 일조시간                | 101.8                             | 129.7                             | 203.2                             | 261.4                             | 301.9                             | 300.8                             | 306.1                             | 301.1                             | 275.2                             | 234.5                             | 137.0                             | 90.5                              | 2,643.2                           |
| 가능 일조율                       | 35                                | 43                                | 54                                | 64                                | 66                                | 65                                | 66                                | 71                                | 75                                | 71                                | 48                                | 33                                | 58                                |
| 출처: 중국기상국                  |                                   |                                   |                                   |                                   |                                   |                                   |                                   |                                   |                                   |                                   |                                   |                                   |                                   |

## 행정 구역

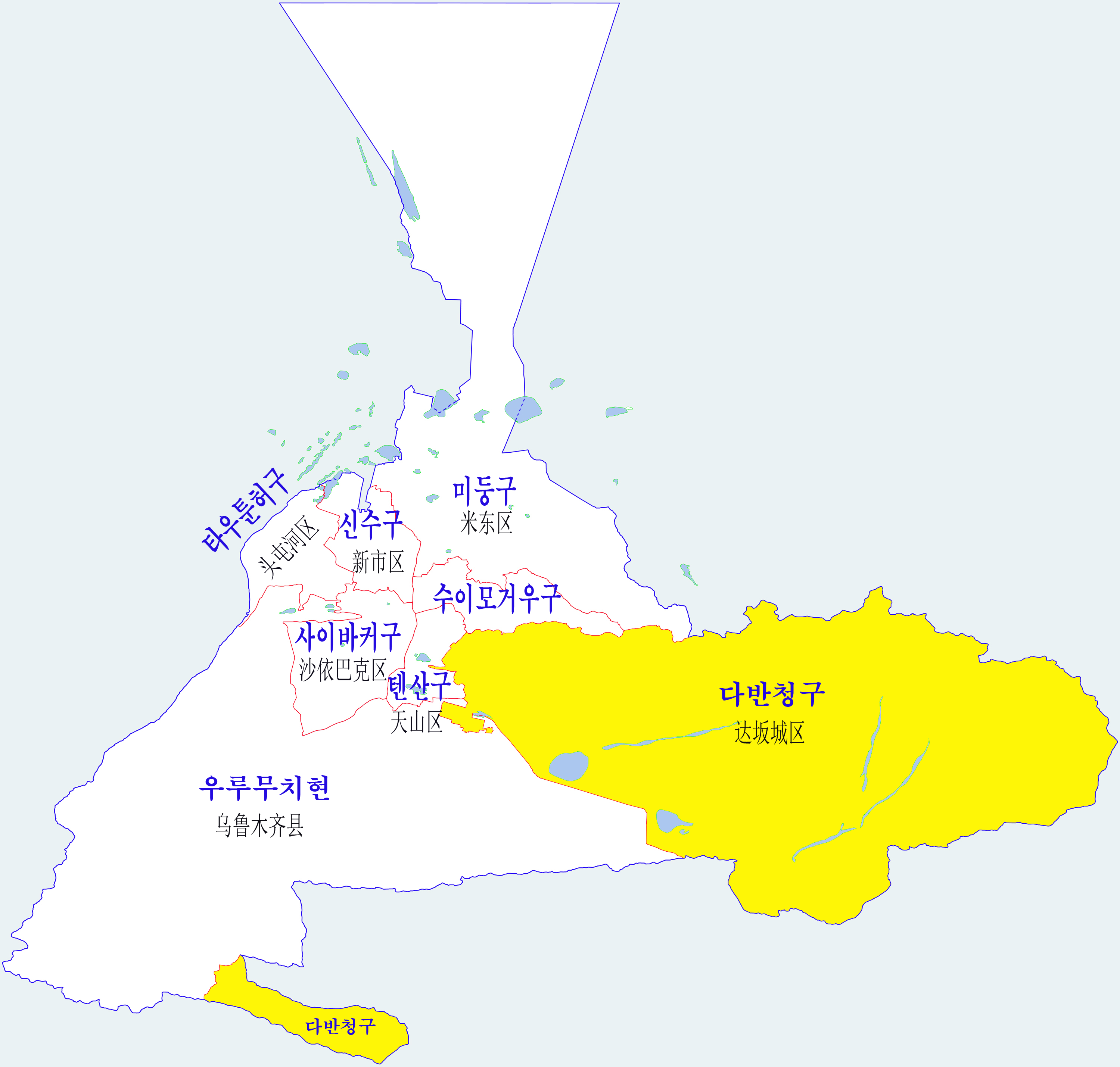
우루무치 시 현급 행정구역도

7개의 구와 1개의 현으로 구성되어 있다.
시할구
- 톈산 구(위구르어: تىيانشان رايونى, 중국어: 天山区)
- 사이바커 구(사이바그 구)(위구르어: سايباغ رايونى, 중국어: 沙依巴克区)
- 터우툰허 구(투둥사바 구)(위구르어: تۇدۇڭخابا رايونى, 중국어: 头屯河区)
- 수이모거우 구(수이모구 구)(위구르어: شۇيموگۇ رايونى, 중국어: 水磨沟区)
- 신스 구(중국어: 新市区)
- 미둥 구(중국어: 米东区)
- 다반청 구(중국어: 达坂城区)

현
- 우루무치 현(위구르어: ئۈرۈمچى ناھىيىسى, 중국어: 乌鲁木齐县)

## 경제

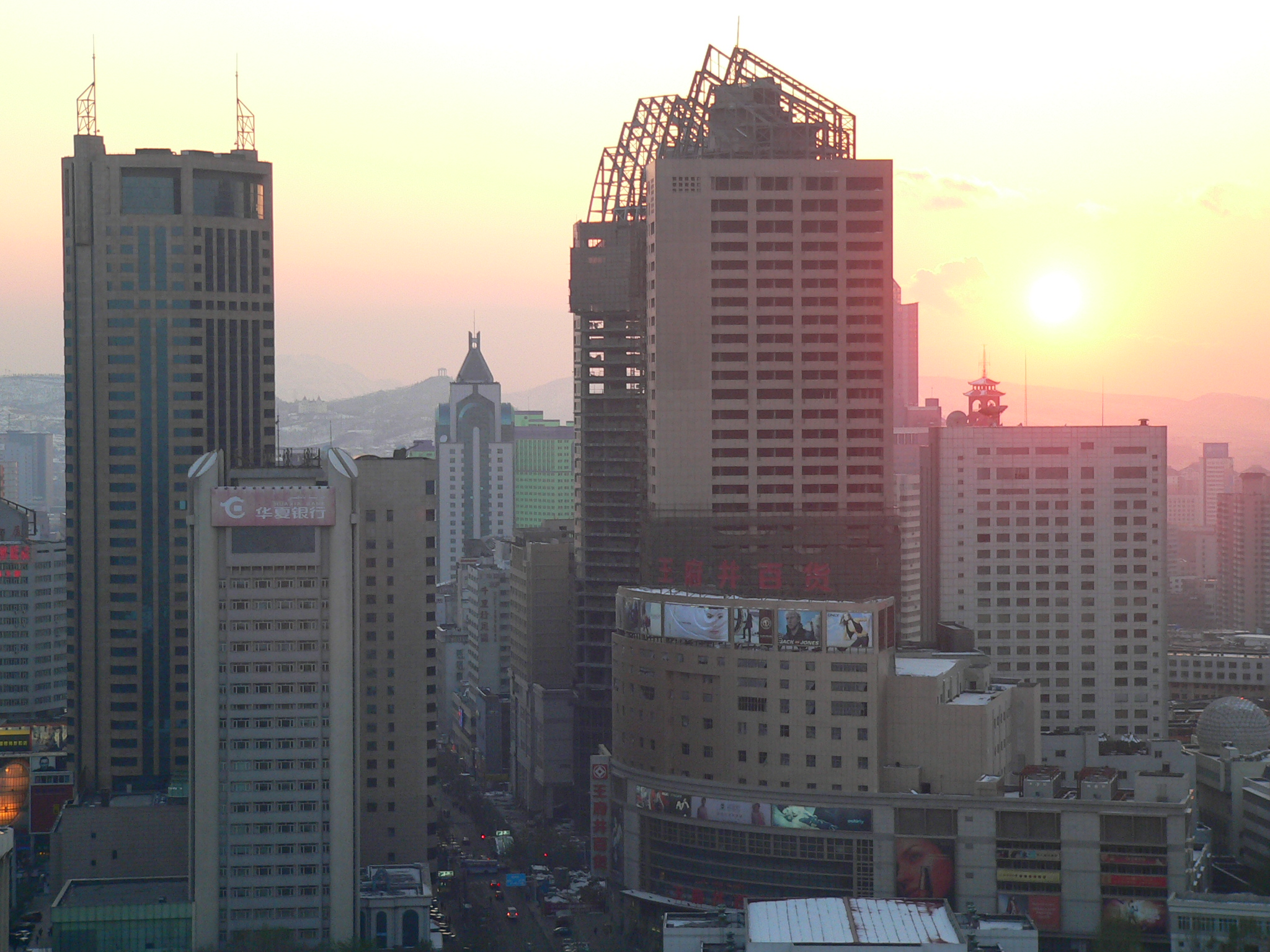
우루무치 시의 전경

우루무치는 신장 주요 산업의 중심지이다. 우루무치는 커라마이와 바잉궈렁 몽골 자치주와 함께 신장의 전체 산업의 64.5%를 담당하고 있다. 우루무치는 또한 이 지역의 가장 큰 소비의 중심지로 2008년 소비 상품의 판매액은 419억 위안을 기록했으며 2007년에 비해 26% 증가했다. 2008년을 기준으로 1인당 GDP는 약 6,222달러이다. 통계에 따르면 우루무치의 도시민의 가처분 소득은 중국 서부의 도시 중 일곱 번째를 기록하였다. 우루무치는 서부대개발 계획의 중심도시이기도 하다.

## 인구
우루무치는 여러 민족이 거주하고 있다. 한족외에도 위구르족, 후이족, 카자흐족, 만주족, 시버족, 몽골족, 키르기스족, 타지커족, 타타르족, 우즈벡족, 어뤄스족, 다우르족이 거주하고 있다. 현재 우루무치에는 소수 민족이 49개가 있다. 우루무치 시의 인구 208.2만명중 소수 민족이 차지하는 비율은 24.6%, 각 구의 소수 민족 인구는 83.5%를 차지한다.
| 민족       | 인구      | 비율   |
| ---------- | --------- | ------ |
| 한족       | 1.567.562 | 75,3%  |
| 위구르족   | 266.342   | 12,79% |
| 후이족     | 167.148   | 8,03%  |
| 카자흐족   | 48.772    | 2,34%  |
| 만주족     | 7.682     | 0,37%  |
| 몽골족     | 7.252     | 0,35%  |
| 시버족     | 3.674     | 0,18%  |
| 어뤄스족   | 2.603     | 0,13%  |
| 투자족     | 1.613     | 0,08%  |
| 키르기스족 | 1.436     | 0,07%  |
| 우즈베크족 | 1.406     | 0,07%  |
| 좡족       | 878       | 0,04%  |
| 타타르족   | 767       | 0,04%  |
| 티베트족   | 665       | 0,03%  |
| 둥샹족     | 621       | 0,03%  |
| 먀오족     | 620       | 0,03%  |
| 조선족     | 588       | 0,03%  |
| 기타       | 2.205     | 0,09%  |

## 교통

### 철도
우루무치는 자치구 내 교통의 요지 중의 하나이다. 우루무치역에서 란저우를 거쳐 베이징 서역에 도착하고, 상하이역에서 장거리 열차가 매일 발착하는 것 외에도 카자흐스탄 최대의 도시인 알마티 행 국제열차가 주 2회 출발하고 있다.
G열차가 철로국에 소속 되어 있다.

### 항공
신스구에 있는 우루무치 디워푸 국제공항은 베이징, 청두, 시안, 카슈가르 등의 도시와 매일 정기편이 운항되고 있다.

### 국도
- 216번 국도
- 312번 국도
- 314번 국도

## 볼거리
- 남산목장
- 홍산공원
- 천산천지
- 신장 국제 대바자르

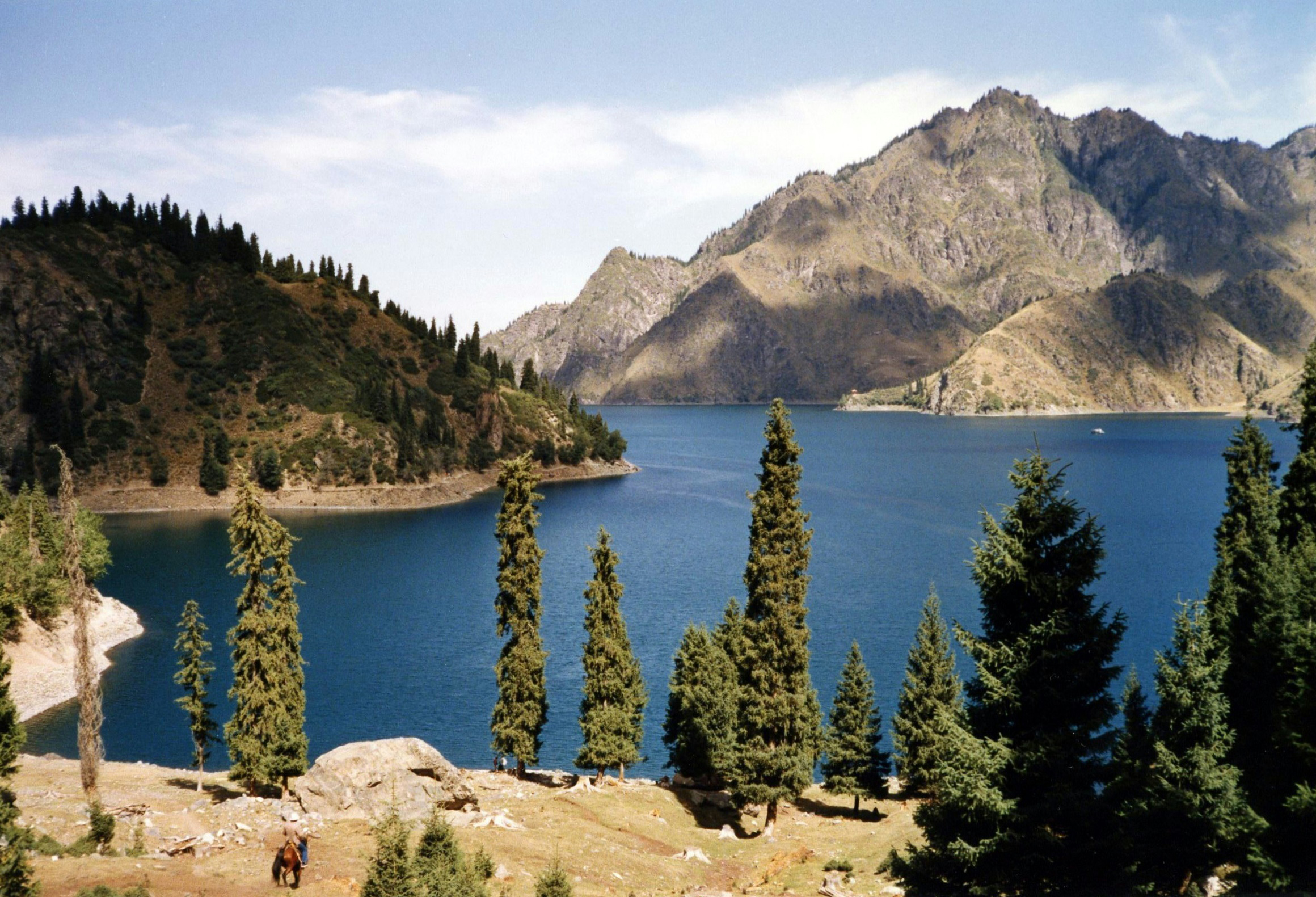
톈산 톈디 (天山 天池)

- 신장위구르자치구박물관(新疆維吾爾自治區博物館)

## 자매 도시
- 파키스탄 페샤와르
- 키르기스스탄 비슈케크
- 카자흐스탄 알마티
- 러시아 첼랴빈스크